# ОШ „Петефи Шандор” Нови Сад
ОШ „Петефи Шандор” једна је од основних школа у Новом Саду. Налази се у улици Боре Продановића 15а. Назив је добила по Петефи Шандору, мађарском песнику српског порекла и једном од вођи националног покрета 1848. 

## Историјат
Основна школа „Петефи Шандор” је основана 1955. године под именом „XIII осмогодишња школа” да би на иницијативу родитеља и чланова колектива већ у првој години свога постојања добила име ОШ „Петефи Шандор”. Рад школе је почео у делу изграђене зграде, данашњег првог крила, а 1960. године је добила нову физиономију. Подигнуто је друго крило зграде потпуно идентично првом када је добила осам нових учионица и преко петсто ученичких места. Доградња трећег крила са великом фискултурном салом је завршена 1988. године и тако је омогућено савремено организовање наставе, ваннаставних и других активности ученика. Нова трпезарија и четири учионице су дограђене 2007, а још једно проширење са шест нових учионица је завршено 2010. Настава је двојезична, на српском и мађарском језику.

## Догађаји
Догађаји Основне школе „Петефи Шандор”:
- Савиндан
- Дан школе
- Пројекат „Отворена врата Матице српске”
- Пројекат „Мирно море”
- eTwinning пројекат